# إدوارد دانر تسيغلر
إدوارد دانر تسيغلر هو محامي وسياسي أمريكي، ولد في 3 مارس 1844، وتوفي في 21 ديسمبر 1931. نشط حزبياً في الحزب الديمقراطي. وقد انتخب عضو مجلس النواب الأمريكي ‏.